# Zone della FIDE
La  Federazione Internazionale degli Scacchi (FIDE), al fine di agevolare l'organizzazione dei tornei e altri eventi scacchistici, ha suddiviso le Federazioni associate (187 nel 2016) in quattro grandi aree continentali, comprendenti ciascuna varie zone:
1. Europa:  zone dalla 1.1 alla 1.10
2. Americhe:  zone dalla 2.1 alla 2.5
3. Asia e Oceania:  zone dalla 3.1 alla 3.7
4. Africa:  zone dalla 4.1 alla 4.4

Le zone sono in totale 25, ma quattro zone (la 1.1, la 1.2, la 1.5 e la 2.3) sono costituite da sottozone, per cui le suddivisioni autonome sono in totale 31.
In alcuni casi la suddivisione dei vari Paesi in aree continentali non segue criteri geografici rigorosi (per esempio la Turchia e Israele sono compresi nell'area continentale europea).
La seguente tabella riporta le zone e sottozone con i relativi Paesi (che indicano in pratica le federazioni ad essi appartenenti). I dati sono aggiornati al gennaio 2011.

## Zone e sottozone della FIDE
| Zona | Sottozona | Paesi / Federazioni associate | Nr. Fed. |
| ---- | --------- | --- | -------- |
| 1.1  | 1.1 a     | Inghilterra, Scozia, Galles, Irlanda | 4        |
| 1.1  | 1.1 b     | Belgio, Francia, Paesi Bassi | 3        |
| 1.1  | 1.1 c     | Italia, Portogallo, Spagna | 3        |
| 1.2  | 1.2 a     | Germania, Austria, Svizzera, Slovenia | 4        |
| 1.2  | 1.2 b     | Bosnia ed Erzegovina, Israele, Croazia, Macedonia | 4        |
| 1.3  | 1.3       | Danimarca, Finlandia, Islanda, Norvegia, Svezia | 5        |
| 1.4  | 1.4       | Bulgaria, Polonia, Romania, Slovacchia, Repubblica Ceca, Ungheria | 6        |
| 1.5  | 1.5 a     | Albania, Grecia, Montenegro, Serbia, Turchia | 5        |
| 1.5  | 1.5 b     | Armenia, Georgia | 2        |
| 1.6  | 1.6       | Russia | 1        |
| 1.7  | 1.7       | Estonia, Lettonia, Lituania | 3        |
| 1.8  | 1.8       | Azerbaigian, Moldavia, Bielorussia | 3        |
| 1.9  | 1.9       | Ucraina | 1        |
| 1.10 | 1.10      | Andorra, Cipro, Isole Fær Øer, Guernsey, Jersey, Liechtenstein, Lussemburgo, Malta, Monaco, San Marino | 10       |
| 2.1  | 2.1       | Stati Uniti | 1        |
| 2.2  | 2.2       | Canada | 1        |
| 2.3  | 2.3.1     | Messico | 1        |
| 2.3  | 2.3.2     | Belize, Costa Rica, El Salvador, Guatemala, Honduras, Nicaragua, Panama | 7        |
| 2.3  | 2.3.3     | Cuba | 1        |
| 2.3  | 2.3.4     | Colombia | 1        |
| 2.3  | 2.3.5     | Antille Olandesi, Aruba, Bahamas, Barbados, Bermuda, Repubblica Dominicana, Ecuador, Giamaica, Guyana, Haiti, Isole Vergini Americane, Isole Vergini britanniche, Porto Rico, Suriname, Trinidad e Tobago, Venezuela | 16       |
| 2.4  | 2.4       | Bolivia, Brasile, Perù | 3        |
| 2.5  | 2.5       | Argentina, Cile, Paraguay, Uruguay | 4        |
| 3.1  | 3.1       | Bahrein, Iran, Iraq, Yemen, Giordania, Qatar, Kuwait, Libano, Palestina, Siria, Emirati Arabi Uniti | 11       |
| 3.2  | 3.2       | Bangladesh, Bhutan, Maldive, Nepal, Pakistan, Sri Lanka | 6        |
| 3.3  | 3.3       | Brunei, Hong Kong, Indonesia, Giappone, Cambogia, Laos, Macao, Malaysia, Mongolia, Birmania, Filippine, Singapore, Corea del Sud, Taiwan, Thailandia, Vietnam                                                        | 16       |
| 3.4  | 3.4       | Afghanistan, Kazakistan, Kirghizistan, Tagikistan, Turkmenistan, Uzbekistan | 6        |
| 3.5  | 3.5       | Cina | 1        |
| 3.6  | 3.6       | Australia, Isole Figi, Nuova Zelanda, Palau, Papua Nuova Guinea, Isole Salomone | 6        |
| 3.7  | 3.7       | India | 1        |
| 4.1  | 4.1       | Algeria, Libia, Mali, Marocco, Mauritania, Tunisia, Senegal | 7        |
| 4.2  | 4.2       | Burundi, Egitto, Etiopia, Kenya, Ruanda, Seychelles, Somalia, Sudan, Uganda | 9        |
| 4.3  | 4.3       | Angola, Botswana, Comore, Congo, Lesotho, Madagascar, Malawi, Mauritius, Mozambico, Namibia, Sudafrica, Swaziland, Zambia, Zimbabwe                                                                                  | 14       |
| 4.4  | 4.4       | Camerun, Costa d'Avorio, Repubblica Centrafricana, Gabon, Gambia, Ghana, Nigeria, São Tomé e Príncipe, Sierra Leone, Togo                                                                                            | 10       |

## Torneo zonale
Un torneo zonale è un torneo organizzato all'interno di una delle zone stabilite dalla FIDE, costituisce una delle tappe del Campionato del mondo.
Dal 1948 al 1996 gli zonali consentivano l'accesso al cosiddetto torneo interzonale, che a sua volta qualificava al torneo dei candidati, competizione che stabilisce lo sfidante al titolo mondiale.
Dal 1998 con la scissione della Professional Chess Association fondata da Garry Kasparov e il nuovo formato a eliminazione diretta dei Campionati mondiali FIDE gli zonali hanno spesso costituito una delle strade per qualificarsi direttamente a un mondiale, mentre l'interzonale è caduto in disuso. A partire dal 2006 con la riunificazione del titolo e con la fondazione da parte della FIDE della Coppa del Mondo gli zonali sono diventati uno dei modi possibili per qualificarsi alla coppa, che a sua volta qualifica i due finalisti al torneo dei candidati.